# Ruffré-Mendola
Ruffré-Mendola település Olaszországban, Trento megyében. Lakosainak száma 420 fő (2023. január 1.). Ruffré-Mendola Caldaro sulla Strada del Vino, Cavareno, Sarnonico és Ronzone községekkel határos.

## Népesség
A település népességének változása:
| Lakosok száma | 412  | 407  | 420  |
|               | 2017 | 2018 | 2023 |